# Forgotten Realms: Demon Stone
Forgotten Realms: Demon Stone — компьютерная игра, разработанная Stormfront Studios и изданная Atari. Релиз состоялся в 2004 году. Действие игры разворачивается в сеттинге Forgotten Realms для Dungeons & Dragons (D&D). За сценарий игры отвечал Роберт Сальваторе. На территории России лицензионную версию распространяла компания Акелла с оригинальным англоязычным озвучиванием и русскими субтитрами.

## Игровой процесс
Игрок может управлять всеми тремя персонажами и переключаться между ними в любой момент, после того, как все три героя присоединятся к отряду. В игре доступно множество боевых приемов, и игрок должен использовать навыки каждого персонажа для эффективного прохождения игры. Раннек сражается мечом и ломает предметы своими перчатками. Илиус сражается посохом и может колдовать, это самая мощная дальняя атака в игре; в свою очередь Жай умеет метать ножи, а Раннек топоры. Жай бьется двумя кинжалами и становится невидимой в тенях — это полезно, чтобы подкрадываться к врагам и убивать их из скрытности. Боссы превосходят персонажей в схватке один на один, но могут быть побеждены объединенной силой всех трех героев. Хотя большая часть игры — это hack and slash, есть несколько заданий, которые требуют изобретательного использования навыков персонажей.

## Синопсис

### Персонажи и сеттинг
В игре есть три игровых персонажа, каждый из которых обладает своими уникальными способностями: воин Раннек — мастер ближнего боя, колдун Илиус — заклинатель, предпочитающий дальний бой, и наполовину дроу, наполовину лесная эльфийка разбойница Жай, легко исчезающая в тени, чтобы подкрасться к врагу и расправиться с ним. По ходу повествования игрок встретит двух злодеев, которые враждуют как с главными героями, так и между собой. Первый из них Айгорл, вождь армии слаадов, вторая — Сирека, генерал гитьянки. В начале игры объясняется, что единственное, что удерживает каждого из них от захвата Забытых королевств, мира, где происходит действие игры, — это их ненависть друг к другу. Опасаясь, что королевства окажутся во власти победившего в противостоянии злодея, великий маг Хелбен «Черный посох» Арунсун запечатал их обоих в Демоническом камне.
Непосредственно игра начинается со сражения главных героев с армией орков у богатой драгоценными камнями шахты Гемспарк. Огромный красный дракон, посланный Айгорлом, заманивает отряд героев внутрь рудников. Оказавшись там, они невольно освобождают Айгорла и Сиреку из Демонического камня и возвращают им свободу. Трое героев должны исправить свою ошибку, объединив усилия, чтобы обратить вспять причиненное ими зло.

### Сюжет
Роберт Сальваторе работал над сценарием игры, которая начинается с того, что Раннек, человек-воин, случайно встревает в битву между двумя армиями орков. Когда он приходит на помощь лесным эльфам, захваченным в плен орками, к битве присоединяются полудроу-полуэльфийка Жай и колдун Илиус. В конце концов Раннек, Жай и Илиус оказываются загнанными драконом в шахты Гемспарк. В рудниках они случайно освобождают военачальников Айгорла и Сиреку из заточения в Демоническом камне. Троица героев сбегает от военачальников, которые моментально затеяли свару между собой, и решают объединить усилия, чтобы заточить их обратно в магическую темницу.
В первую очередь они помогают спастись лесным эльфам из близлежащей деревни Кедровый лист, на которую напала Сирека и ее воины-гитьянки. Затем они отправляются за советом к наставнику Илиуса — «Черному посоху» Хелбену. Он утверждает, что им нужен новый Демонический камень, который можно найти у народа юань-ти. Когда троица собирается покинуть башню мага, верхом на драконе прилетает Айгорл и нападает на Хелбена. Башня разрушается, а герои успешно сбегают.
После победы над юань-ти и получением Демонического камня они отправляются к Дриззту До’Урдену, дроу, который не следует жестоким обычаям своего народа, в надежде, что он поможет им отыскать Сиреку. Он направляет их к заброшенному порталу в Подземье, поскольку именно там она будет чувствовать себя как дома. Когда они находят портал, то обнаруживают и Сиреку с ее ордой гитьянки, готовых воспользоваться им. Пока троица сражаются с ней, прибывает Айгорл со своей армией слаадов. Илиус пытается заточить обоих военачальников в Демоническом камне, но Айгорл сбегает с Сирекой через портал, прежде чем Илиусу удается завершить ритуал. Герои следуют за военачальниками через портал и оказываются в логове дракона. Там Сиреку убивает дракон, а Айгорл бежит через новый портал. Совместными усилиями они убивают дракона, а затем следуют за оставшимся врагом.
Они вновь оказываются в шахтах Гемспарк. Пробившись сквозь армию Айгорла, они используют новый портал, ведущий в Лимб, где их поджидает последний враг. Герои вступают в поединок с ним и в конце концов побеждают. Они возвращаются в Кедровый лист, деревню лесных эльфов, где их чествуют как героев. Там к ним присоединяется Хелбен, переживший нападение на свою башню. Он благодарит их от имени короля и предлагает ничейные земли Ваасы во владение, а также упоминает, что гитьянки планируют отобрать «Серебряный меч», ранее принадлежавший Сиреке и доставшийся героям, поскольку он является древним артефактом этого народа. Перед заключительными титрами Раннек произносит: «Пусть попробуют».

## Дубляж
В работе над англоязычным дубляжом игры приняли участие:
- Раннек (англ. Rannek) — Дэниэл Риордан.
- Жай (англ. Zhai) — Ванесса Маршалл.
- Илиус (англ. Illius) — Кристофер Ниссли.
- Сирека (англ. Cireka) — Бетти Уорд.
- Дзирт (англ. Drizzt) — Робин Даунс.
- Хелбен (англ. Khelben) — Патрик Стюарт.
- Айгорл (англ. Ygorl) — Майкл Дункан.
- Тибблдорф (англ. Thibbledorf) — Джон Ди Маджо.

## Приём
| Сводный рейтинг       | Сводный рейтинг | Сводный рейтинг | Сводный рейтинг |
| Издание               | Оценка          | Оценка          | Оценка          |
| Издание               | PC              | PS2             | Xbox            |
| --------------------- | --------------- | --------------- | --------------- |
| GameRankings          | 68,36 %         | 73,00 %         | 72,49 %         |
| Русскоязычные издания |                 |                 |                 |
| Издание               | Оценка          | Оценка          | Оценка          |
| Издание               | PC              | PS2             | Xbox            |
| Absolute Games        | 39 %            | N/A             | N/A             |

На PlayStation 2 и Xbox игра получила положительные отзывы от критиков. На PC игра получила смешанные отзывы от критиков.
Хизер Ньюман из Detroit Free Press назвала игру «необычайно кинематографичной», добавив, что «диалоги и сюжет, созданные Сальваторе, в значительной степени способствовали этому ощущению». Джуди Сигел-Ицкович из The Jerusalem Post поставила игре четыре с половиной звезды. Она оценила графику как «превосходную» и отдельно отметила звук, назвав музыку «захватывающей и драматичной», озвучку — «высококачественной», а звуковые эффекты — «очень реалистичными». В заключение она написала, что, хотя игра понравится фанатам Dungeons & Dragons, она слишком короткая, а элементы hack and slash становятся слишком «повторяющимися».
Demon Stone был номинирован на две премии Британской академии кино и телевизионных искусств и на четыре премии Академии интерактивных искусств и наук.